# 造岩矿物
造岩矿物就是指组成岩石的矿物。它们大部分是硅酸盐矿物，其次为氧化物及碳酸盐。存在于火成岩中。
常见造岩矿物包括：
氧化物，如：石英
硅酸盐矿物，如：长石，云母，角闪石，辉石，橄榄石
碳酸盐矿物，如：方解石
等等。这些矿物是地壳岩石的主要成分。